# It Dies Today
It Dies Today (a veces abreviado como IDT) es un grupo de metalcore formado en Buffalo, Nueva York, en septiembre de 2001. La agrupación posee sin duda una gran madurez pese a su corta edad, tanto de formada como la edad de sus integrantes. 
Integrada por el vocalista, Nicholas Brooks, el guitarrista Chris Cappelli y el guitarrista Steve Lemke (quien actualmente toca el bajo), y Mike Hatalak en las guitarras; esta banda crea una mezcla de riffs pesados con matices melódicos. El grupo anunció que se disolvería una vez acabado el Never Shave Again Tour, en Clifton Park, NY. Sin embargo, tiempo después se supo que solo era una broma difundida por el cantante. La página MySpace lo confirmó. El 17 de enero de 2007 se anunció que el cantante Nick Broks dejaría el grupo y que Jason Wood lo reemplazaría.

## Inicios
En sus inicios, los integrantes tenían alrededor de 16 años. El primer álbum de la banda fue «Forever Scorned», EP que les abrió muchas puertas, entre ellas, les permitió salir por primera vez de gira por los Estados Unidos. 
Para el otoño del 2004 cuando la banda preparaba su disco debut «The Caitiff choir» todas las líricas e incluso el título estaban influenciados por la Divina Comedia de Dante, vendiendo 25 000 copias en menos de 4 meses y permitiéndole a la banda conseguir 2 giras nacionales encabezando el cartel. La prensa alternativa la nombró la «banda del año» en el 2005. Entre otros tantos logros, la banda logró llegar al Ozzfest, dominando el segundo escenario de todo el verano. 

## Miembros

### Miembros actuales
- Chris Cappelli - Guitarra (2001-presente)
- Nick Mirusso - Batería (2001-presente)
- Steve Lemke - Bajo (2001-presente)
- Mike Hatalak - Guitarra (2003-presente)
- Jason Wood- Cantante (2007-presente)

### Miembros antiguos
- Nicholas Brooks - Cantante (2001-2007)
- Seth Thompson - Bajo (2001-2003)
- Joe Cuonze - Batería (2001)

## Discografía

### Álbumes de estudio
- 2004: The Caitiff Choir (relanzado en 2006)
- 2006: Sirens
- 2009: Lividity

### EP y demos
- 2001: Let the Angels Whisper Your Name
- 2002: Forever Scorned (relanzado en 2006)

### Compilaciones
- 2005: Masters of Horror Soundtrack
- 2006: The Best Of Taste Of Chaos
- 2006: Headbanger's Ball: The Revenge
- 2006: A Santa Cause: It's a Punk Rock Christmas
- 2007: Resident Evil: Extinction Soundtrack
- 2009: Saw VI Soundtrack
- 2009: Soundwave 2010